# Every Breath You Take
Singles de The Police
Secret Journey Wrapped Around Your Finger
Pistes de Synchronicity
Synchronicity II King Of Pain
Every Breath You Take est une chanson du groupe The Police figurant sur l'album Synchronicity, sorti en 1983, et écrite par Sting. Elle traite de la jalousie et la possessivité d'un personnage voulant contrôler la vie de son amour perdu.
Son enregistrement, ainsi que celui de l'album, a été difficile pour le groupe. Elle a été un des plus gros succès de 1983, étant numéro un dans les classements de ventes de singles aux États-Unis et au Royaume-Uni. Le single s'est vendu à 339 000 exemplaires en France. Le morceau reste l'une des plus célèbres chansons du groupe. Elle a remporté le Grammy Award de la chanson de l'année.
En 2023, Sting est invité à reprendre ce titre sur l’opus Rockstar de la chanteuse country Dolly Parton.

## Composition
La chanson est écrite pendant l'effondrement du mariage de Sting et Frances Tomelty. Les paroles sont les mots d'un personnage sinistre, obsédé par le contrôle total de la vie du second protagoniste du morceau : « every breath you take, every move you make » (chacune de tes respirations, chacun de tes mouvements). Sting explique au sujet de la chanson : « Je me suis réveillé au milieu de la nuit avec cette ligne dans la tête, je me suis assis au piano et je l'ai écrite en une demi-heure. L'air en lui-même est classique, un assemblement de centaines d'autres, mais les paroles sont intéressantes. Cela sonne comme une chanson d'amour apaisante. Je n'avais pas réalisé sur le coup combien elle était sinistre. Je crois que je pensais à Big Brother, à la surveillance et au contrôle. » Les accords de la chanson suivent une progression I-vi-IV-V, très commune dans la musique. La ligne de basse est sensiblement inspirée de celle de Too Many Teardrops de Nick Lowe, sorti un an auparavant, mais le contexte de la chanson est totalement différent.

## Enregistrement
La démo de la chanson est enregistrée au studios North London's Utopia et Sting y chante accompagné d'un orgue Hammond. Cette démo présente le riff principal et la partie vocale. Sting demande ensuite à Andy Summers d'y ajouter sa partie de guitare, sans lui donner de consignes particulières, et Summers s'inspire d'une œuvre de Béla Bartók qu'il adapte et dont il ralentit le tempo. L'enregistrement de la chanson, et de l'album Synchronicity, qui commence en décembre 1982 à Montserrat, est difficile en raison des tensions existantes entre les membres du groupe et particulièrement entre Sting et Stewart Copeland. Sting et Stewart Copeland s'insultent régulièrement et en viennent même aux mains dans le studio. Un désaccord particulièrement virulent oppose les deux hommes à propos d'Every Breath You Take car Sting veut que la partie de batterie soit simple et sans fioriture, au contraire de Stewart Copeland.
L'enregistrement de l'album est alors proche d'être annulé jusqu'à ce qu'une réunion entre les membres du groupe, le producteur Hugh Padgham et l'agent artistique Miles Copeland se termine par un accord permettant de reprendre les sessions. La note de piano unique répétée plusieurs fois qui figure sur le pont est ajoutée sur le conseil de Hugh Padgham, qui a réalisé un travail similaire avec le groupe XTC. Après une pause pour les fêtes de fin d'année, l'enregistrement reprend à Morin-Heights en janvier 1983, Sting enregistrant le matin et Stewart Copeland l'après-midi, ce qui leur évite de se croiser. Hugh Padgham affirme que Every Breath You Take est la chanson de l'album qui a, de loin, demandé le plus de re-recording et de temps pour être enregistrée.

## Clip
Le clip, réalisé par Godley & Creme, est tourné en noir et blanc. Sting y apparaît le visage grave et jouant de la contrebasse, alors que Andy Summers et Stewart Copeland jouent de leurs instruments habituels. Ils se trouvent, ainsi que quatre violonistes, forme d'arche derrière laquelle se trouve un laveur de carreaux sur son échafaudage. Le clip a remporté le MTV Video Music Award de la meilleure photographie et a été nommé pour le MTV Video Music Award de la vidéo de l'année en 1984

## Classements et certifications
| Classement (1983)                      | Meilleure position |
| -------------------------------------- | ------------------ |
| Afrique du Sud (Springbok Radio)       | 1                  |
| Allemagne (GfK Entertainment)          | 8                  |
| Australie (Kent Music Report)          | 2                  |
| Autriche (Ö3 Austria Top 40)           | 8                  |
| Belgique (Flandre Ultratop 50 Singles) | 9                  |
| Canada (RPM Singles Chart)             | 1                  |
| États-Unis (Billboard Hot 100)         | 1                  |
| États-Unis (Mainstream Rock)           | 1                  |
| France (SNEP)                          | 3                  |
| Irlande (IRMA)                         | 1                  |
| Italie                                 | 3                  |
| Norvège (VG-lista)                     | 2                  |
| Nouvelle-Zélande (RMNZ)                | 6                  |
| Pays-Bas (Single Top 100)              | 3                  |
| Royaume-Uni (UK Singles Chart)         | 1                  |
| Suède (Sverigetopplistan)              | 2                  |
| Suisse (Schweizer Hitparade)           | 6                  |

| Classement (2014-2024)               | Meilleure position |
| ------------------------------------ | ------------------ |
| Canada (CanadaDigital Song Sales)    | 31                 |
| États-Unis (Rock Digital Song Sales) | 10                 |
| France (SNEP)                        | 107                |
| (Billboard Global 200)               | 96                 |
| Portugal (AFP)                       | 119                |

| Pays                       | Certification | Date       | Unités certifiées |
| -------------------------- | ------------- | ---------- | ----------------- |
| Allemagne (BVMI)           | Platine       | 2023       | 500 000           |
| Brésil (Pro-Música Brasil) | Or            | 2024       | 30 000            |
| Danemark (IFPI Danmark)    | 2 × Platine   | 10/2024    | 180 000           |
| Espagne (Promusicae)       | 5 × Platine   | 2024       | 300 000           |
| États-Unis (RIAA)          | Or            | 15/08/1983 | 1 000 000         |
| Italie (FIMI)              | 4 × Platine   | 2024       | 400 000           |
| Portugal (AFP)             | 5 × Platine   | 09/2024    | 50 000            |
| Royaume-Uni (BPI)          | 3 × Platine   | 08/11/2024 | 1 800 000         |

## Postérité
La chanson a remporté le Grammy Award de la chanson de l'année en 1984. Elle est classée à la 84e place sur la liste des 500 meilleures chansons de tous les temps établie par le magazine Rolling Stone. Elle figure à la 15e place des 100 meilleures chansons du XXe siècle, d'après l'organisation Broadcast Music Incorporated. La BMI a aussi calculé en 2007 que la chanson était passée plus de 27 millions de fois sur les radios ou les chaînes de télévision américaines. En 2003, Sting touchait toujours environ 2 000 $ par jour de royalties pour Every Breath You Take.
Elle a été utilisée pour plusieurs bandes originales de films et séries télévisées, à commencer par le film Cat's Eye en 1985 basé sur les nouvelles de Stephen King, Sting l'interprétant même avec Robert Downey Jr. dans l'épisode 20 de la saison 4 d'Ally McBeal. Elle a fait l'objet de nombreuses reprises par d'autres artistes, la plus connue étant celle du rappeur Puff daddy, I'll Be Missing You, réalisée en 1997 en hommage à Notorious B.I.G.. Le refrain est fredonné par Niels Schneider dans le film Les Amours imaginaires de Xavier Dolan en 2010. La chanson est présente dans l'épisode 9 de la saison 2 de Stranger Things (2017).
En 2023, Sting est invité à reprendre ce titre sur l’opus Rockstar de la chanteuse country Dolly Parton[source secondaire souhaitée].

## Crédits
- Sting - basse, piano, synthétiseurs, chant, chœurs
- Andy Summers - guitare
- Stewart Copeland - batterie, Oberheim DMX